# الصحة في العراق

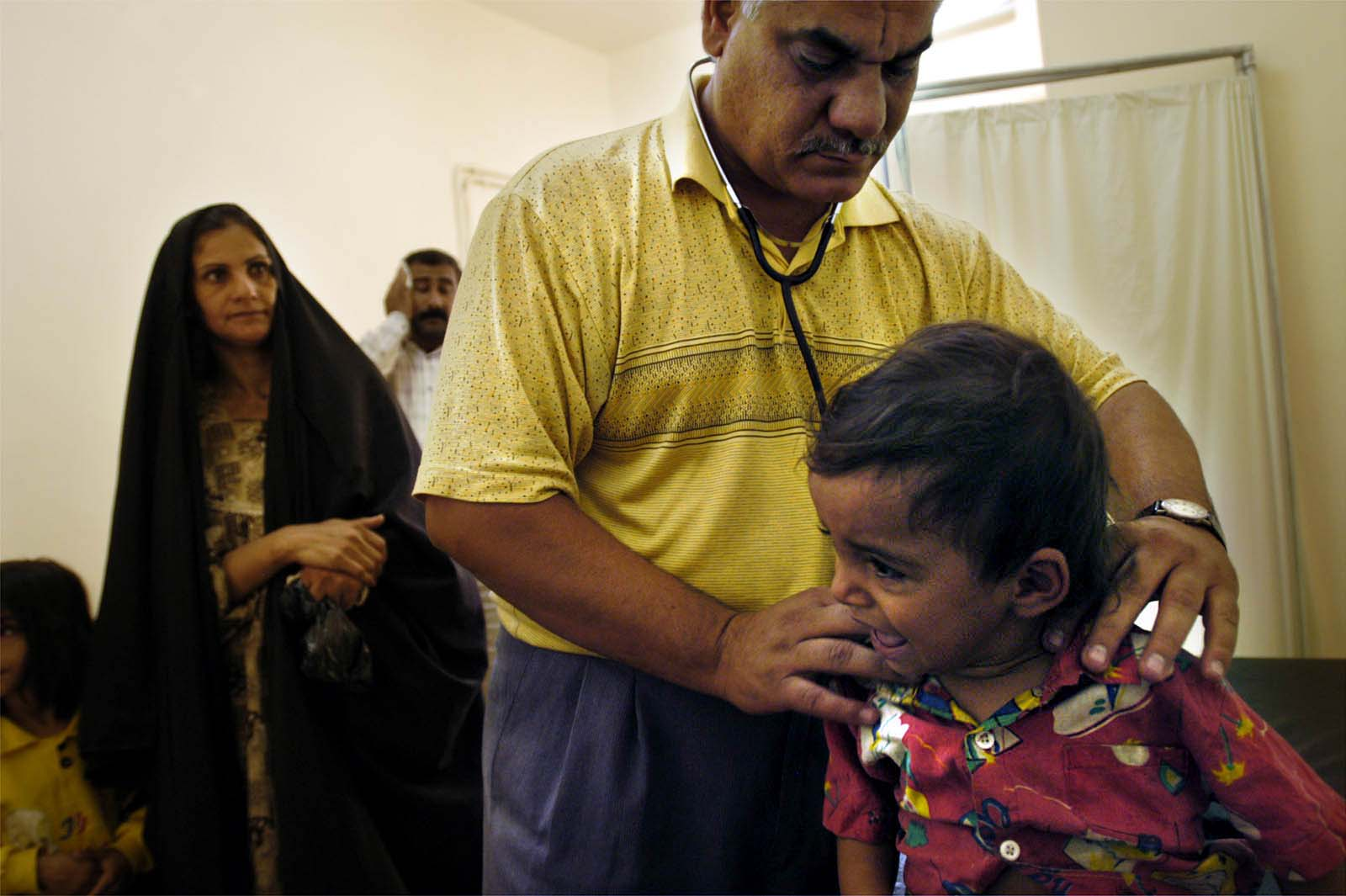
طبيب عراقي يعالج طفلا.

تذبذبت الحالة الصحية في العراق خلال تاريخه الحديث المضطرب. خلال التسعينات، خفض نظام صدام حسين تمويل الصحة العامة بنسبة 90 في المئة، فتدهورت الرعاية الصحية بشكل كبير. وخلال تلك الفترة، ارتفعت وفيات الأمهات بمقدار ثلاثة أضعاف تقريباً، ورواتب العاملين في المجال الطبي انخفضت بشكل كبير. المعدات الطبية، والتي في عام 1980 وكان من بين الأفضل في الشرق الأوسط، وتدهورت. وكانت الحالة خطيرة وخصوصاً في الجنوب، حيث سوء التغذية، وشاعت الأمراض المنتقلة بالماء في سنة 1990م. وفي عام 2005م نسبة حدوث التيفوئيد، والكوليرا، والملاريا، والسل، أعلى نسبة بالعراق منها في البلدان المماثلة.
إن الصراع من عام 2003م دمر ما يقدر بنحو 12 بالمئة من المستشفيات واثنين من مختبرات الصحة العراقية. وفي عام 2004م طرأ بعض التحسن. عن طريق التمويل الدولي، اشتغلت نحو 240 مستشفى و1200 مركز للرعاية الصحية الأولية، وقلّ النقص في بعض المواد الطبية، وبدأ تدريب العاملين في المجال الطبي، وتلقيح الأطفال على نطاق واسع. أما إجراءات الوقاية الصحية في المستشفيات العراقية فلا تزال غير مرضية بالمستوى الطبي، ووجود نقص في الموظفين المدربين والأدوية، والرعاية الصحية لا تزال غير متوفرة إلى حد كبير في المناطق التي تعاني من الإرهاب. وفي عام 2005م بلغت 15 سرير مستشفى، و6.3 طبيب و11 ممرضة لكل 10000 مواطن عراقي.، في عام 2006م، وضعت خطط لتخصيص 1.5 مليار دولار أمريكي من الميزانية الوطنية للإنفاق على الرعاية الصحية.

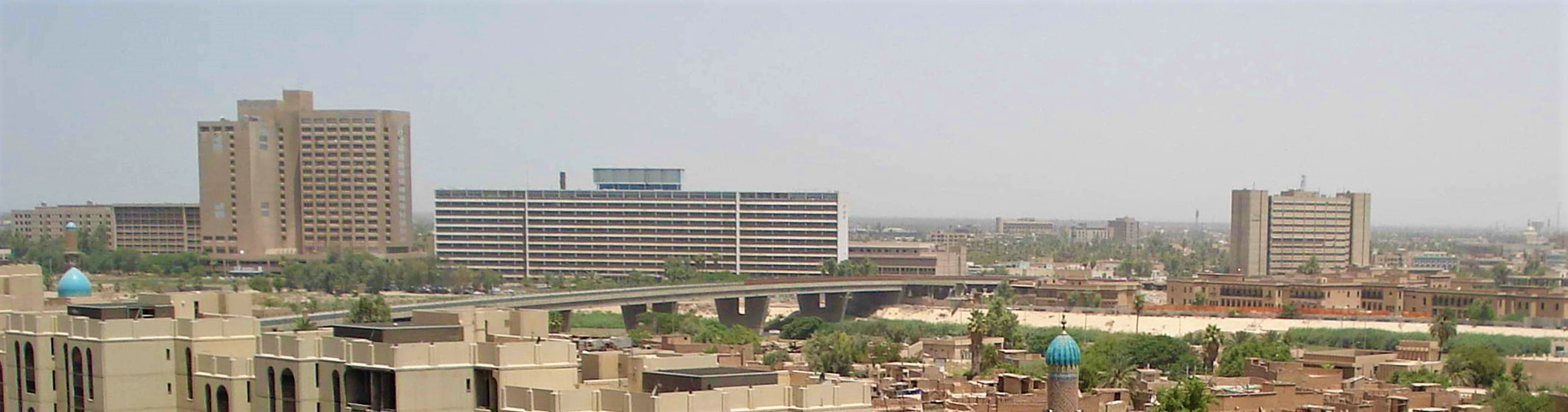
مدينة الطب في بغداد.

وفي أواخر التسعينات، ازدادت معدلات وفيات الرضع إلى أكثر من الضعف. ازدادت معدلات الوفيات والمضاعفات من مرضي السرطان والسكري في أواخر التسعينات وبداية الألفية الجديدة، بسبب انخفاض في نسبة التشخيص والعلاج لهذين المرضين في التسعينات.
إن انهيار البنية التحتية للمرافق الصحية والصرف الصحي وتعقيم المياه في عام 2003م، أدى إلى زيادة في حدوث وباء الكوليرا، والدوسنتاريا، وحمى التيفوئيد.، واستمر سوء التغذية، وأمراض الطفولة (كالربو، والأيدز، وفقر الدم وغيرها)، -والتي زادت بشكل ملحوظ في أواخر 1990- بالانتشار. وفي سنة 2006م نحو 73 بالمئة من حالات فيروس نقص المناعة البشرية (الإيدز) / متلازمة نقص المناعة المكتسب (الايدز) في العراق نشأت مع عمليات نقل الدم و16 بالمئة من الحالات بسبب ممارسة الجنس. إن مركز أبحاث الإيدز في بغداد، حيث تم تشخيص معظم الحالات، يقدم العلاج المجاني، واختبار إلزامي للأجانب الذين يدخلون العراق. وللفترة ما بين أكتوبر 2005م ويناير 2006م، تم تسجيل 26 حالة إصابة جديدة، ليصل المجموع الرسمي إلى 261 حالة أيدز منذ سنة 1986م، وفي سنة 2015 سجلت حالات لمرض الكوليرا في بغداد بمنطقة أبو غريب[ ؟ ]، ثم أبلغ عن حالات أخرى من الإصابة بالكوليرا في المحافظات العراقية الأخرى.
- نظام الرعاية الصحية

أنشئ العراق نظام رعاية صحية، مركزي، ومجاني في نهاية ال(1970)، باستخدام نظام صحة علاجي (curative care)، مستنداً على رأس المال المركز، ونظام المستشفيات الصحيح. واعتمدت البلاد بنطاق واسع على استيراد المعدات والأدوية الطبية، وحتى الممرضات، وثمنها دفع من أموال الصادرات النفطية، وهذه المعلومات وفقاً ل«مخلص مشاهدة» (Watching Brief)، والذي أصدرتة منظمة الأمم المتحدة للطفولة (اليونيسيف)، بالاشتراك مع منظمة الصحة العالمية (منظمة الصحة العالمية) في يوليو 2003.
وطور العراق نظام غربي من المستشفيات المتطورة، وأطباء مختصين في إجراء العمليات الطبية المتقدمة. ووفقاً للتقرير السابق ذكره، أنه قبل سنة 1990، 97 بالمئة من سكان الحضر و71 بالمئة من سكان الريف لديهم القدرة للحصول على الرعاية الصحية الأولية مجاناً، فيما اقتصرت إدارة القطاع الخاص على 2 بالمئة من أسرة المستشفيات بالعراق.

## تاريخ الصحة
كانت الخدمات الصحية ضعيفة في العهد العثماني وانتشر متطبّبون دجالون حتى زوال حكمهم في عهد احتلال الإنكليز حين بدأ تحسين الخدمات.
| الخدمة       | جنسياتها | عددها |
| ------------ | -------- | ----- |
| أطباء        | عراقيون  | 9     |
|              | أجانب    | 177   |
| صيادلة       | عراقيون  | 8     |
|              | أجانب    | 49    |
| موظفون صحيون | عراقيون  | 11    |
|              | أجانب    | 103   |
| قوابل        | عراقيات  | 95    |
|              | أجانب    | 12    |
| ممرضات       | عراقيات  | 46    |
|              | أجانب    | 118   |